# Henrik Österberg
Per Henrik Jörgen Österberg, född 14 oktober 1966 i Skänninge, är en svensk castingkastare. 

## Biografi
Österberg växte upp i Skänninge och började med casting när han som tonåring efter fotbollsträning stannade kvar i idrottshallen inbjuden av "farbröderna som fiskade inne i hallen". Vänlig stämning och gemenskap även med motståndarna var något som fått honom att fastna för sporten.
Han har därefter under en lång följd av år tillhört svensk men även internationell elit inom casting, med vinst i niokamp vid VM i Tjeckien 1998 samt i World Games i Japan 2001 som främsta meriter.
Österberg hade fram till 2024 vunnit 207 SM-guld, 2 World Games guld samt 23 EM- och VM-titlar.